# Frigyes Riesz

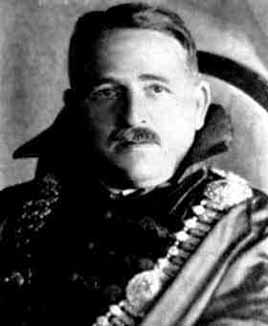
Frigyes Riesz

Frigyes (Frederik) Riesz (Győr, 22 januari 1880 – Boedapest, 28 februari 1956) was een Hongaars wiskundige, professor en rector van de universiteit van Szeged. Zijn jongere broer Marcel Riesz was eveneens een uitmuntend en bekend wiskundige.

## Loopbaan
Hij bezocht de universiteiten van Boedapest, Berlijn en Zürich. Hij was kort leraar in het middelbaar onderwijs, daarna nam hij dienst aan de universiteit van Kolozsvár (toen Frans-Jozef-universiteit). Toen in 1921 krachtens het verdrag van Trianon de Hongaarse stad Kolozsvár veranderde in de Roemeense stad Cluj, verhuisde de universiteit naar de nu nog steeds Hongaarse stad Szeged. Samen met Alfred Haar richtte Riesz in 1922 het tijdschrift Acta Scientiarum Mathematicarum op.
Van 1945 tot aan zijn dood doceerde hij aan de universiteit van Boedapest (toen Péter Pázmány-Universiteit, vanaf 1950 Loránd Eötvös-Universiteit). Hij had een ongewone lesmethode: hij kwam het auditorium binnen met een assistent en een docent. De docent las passages voor uit Riesz' handboek, en de assistent noteerde de passende vergelijkingen op het bord terwijl Riesz aan de zijkant stond, af en toe het hoofd knikkend.
Hij was vanaf 1916 corresponderend lid en vanaf 1936 vast lid van de Hongaarse Academie van Wetenschappen (MTA). Daarnaast was hij eveneens lid van de academiën van Parijs, München en Londen. Hij kreeg eredoctoraten van de universiteiten van Szeged, Boedapest en Parijs. Hij werd tweemaal onderscheiden met de Kossuthprijs, en verwierf eenmaal de grote onderscheiding van de MTA.

## Wiskundige arbeid
Hij speelde een onbetwist doorslaggevende rol in de opbloei van de wiskundige activiteit aan de universiteit van Szeged. Erg betekenisvol is in dat opzicht het samen met Alfréd Haar opgerichte vaktijdschrift Acta Scientiarum Mathematicarum, dat ook vandaag nog tot de wereldtop van de wiskundige vakbladen behoort.
Zijn onderzoek was wijdvertakt, maar een groot deel had betrekking op wiskundige analyse.
- In 1905 veralgemeende hij de stellingen der lineaire verzamelingenleer tot n dimensies.
- Hij formuleerde en bewees verscheidene belangrijke fundamentele stellingen in de theorie der reële functies.
- Hij behoorde tot de eersten die het begrip Lebesgue-integraal verder ontwikkelden.
- Hij was een van de stichters der functionaalanalyse. Samen met Béla Szőkefalvi-Nagy schreef hij een monografie die tot vandaag bij de klassiekers over het onderwerp hoort.
- Hij definieerde het begrip compacte operator. Hij bekeek als eerste het abstracte begrip genormeerde ruimte (weliswaar uitsluitend over het lichaam der reële getallen).
- Naast Maurice Fréchet was hij een van de grondleggers van de theorie der topologische ruimten.
- In het spoor van zijn resultaten over multivariate functieleer openden zich nieuwe onderdelen van de potentiaaltheorie.

## Boeken
- Frédéric Riesz, Béla Sz.-Nagy: Leçons d'analyse fonctionnelle (Hongaars: Riesz F. Szőkefalvi-Nagy B.: Funkcionálanalízis. Tankönyvkiadó, Boedapest, 1988)